# Stanisław Dunin Łabęcki
Stanisław Dunin Łabęcki herbu Łabędź – wojski żydaczowski w latach 1772-1794, wojski mniejszy żydaczowski w latach 1769-1771, skarbnik żydaczowski w latach 1740-1769, sędzia kapturowy powiatu żydaczowskiego w 1764 roku.